# HMCS Winnipeg (1942)
HMCS Winnipeg – kanadyjski trałowiec (używany jako eskortowiec) z okresu II wojny światowej, jedna ze 110 zbudowanych jednostek typu Algerine. Okręt został zwodowany 19 września 1942 roku w stoczni Port Arthur Shipbuilding Company w Port Arthur, a do służby w Royal Canadian Navy wszedł w lipcu 1943 roku z numerem burtowym J337. Pod koniec lat 50. okręt sprzedano Belgii, a do służby w Belgijskiej Marynarce Wojennej wszedł pod nazwą „A.F. Dufour” (F903) w sierpniu 1959 roku. Jednostka została wycofana ze służby w 1966 roku i następnie złomowana.

## Projekt i budowa
HMCS „Winnipeg” był jedną ze 110 zbudowanych jednostek typu Algerine, znacznie większych od budowanych na początku wojny okrętów typu Bangor . Nowy typ stanowił powrót do budowy pełnomorskich trałowców wielkości przedwojennego typu Halcyon, zdolnych nie tylko do wykonywania zdań trałowych, lecz także do walki z okrętami podwodnymi i eskortowania konwojów . Cena za uniwersalność okazała się jednak wysoka, gdyż koszt budowy trałowca typu Algerine był dwukrotnie większy niż korwety typu Flower . Kanadyjskie okręty tego typu nie posiadały wyposażenia trałowego i używane były jako do zadań eskortowych .
HMCS „Winnipeg” zbudowany został w stoczni Port Arthur Shipbuilding Company w Port Arthur. Stępkę okrętu położono w styczniu 1942 roku, a zwodowany został 19 września 1942 roku .

## Dane taktyczno-techniczne
Okręt był oceanicznym trałowcem, przeznaczonym także do zadań eskortowych i zwalczania okrętów podwodnych . Długość całkowita wynosiła 68,6 metra, szerokość 10,8 metra i zanurzenie maksymalne 3,28 metra (3,99 metra ze śrubami) . Wyporność standardowa wynosiła pomiędzy 950 a 1040 ton, zaś pełna 1235–1335 ton. Okręt napędzany był przez dwie maszyny parowe potrójnego rozprężania o łącznej mocy 2400 KM, do których parę dostarczały dwa trójwalczakowe kotły Admiralicji . Dwuśrubowy układ napędowy pozwalał osiągnąć prędkość 16,5 węzła. Okręt zabierał maksymalnie zapas 239 ton mazutu, co zapewniało zasięg wynoszący 6000 Mm przy prędkości 12 węzłów .
Uzbrojenie artyleryjskie jednostki składało się z pojedynczego działa uniwersalnego kal. 102 mm (4 cale) QF HA Mark V L/45 umieszczonego na dziobie . Uzbrojenie przeciwlotnicze składało się z czterech podwójnych działek automatycznych Oerlikon kal. 20 mm L/70 Mark II/IV . Broń ZOP stanowiły cztery miotacze i dwie zrzutnie bomb głębinowych (z łącznym zapasem 90-92 bg) . Wyposażenie radioelektroniczne obejmowało radar oraz sonar .
Załoga okrętu liczyła od 85 do 138 oficerów, podoficerów i marynarzy .

## Służba

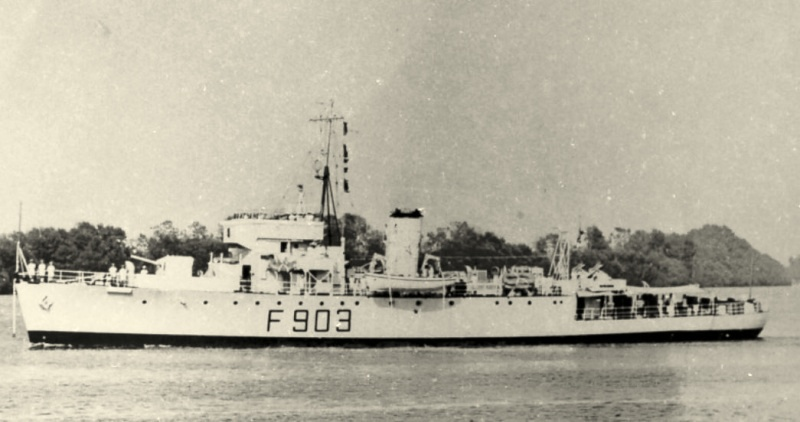
„A.F. Dufour”.

Okręt wszedł do służby w Royal Canadian Navy w lipcu 1943 roku, otrzymując numer taktyczny J337 . W 1953 roku zmieniono jej numer taktyczny na FSE176 . Pod koniec lat 50. eskortowiec sprzedano Belgii (wraz z bliźniaczą jednostką HMCS „Wallaceburg”) i 7 sierpnia 1959 roku przyjęto go do służby w Belgijskiej Marynarce Wojennej pod nazwą „A.F. Dufour” (numer taktyczny F903) . Dokonano modernizacji uzbrojenia okrętu, zastępując działka kal. 20 mm czterema pojedynczymi działkami Bofors kal. 40 mm. Okręt został wycofany ze służby w 1966 roku , a w listopadzie tego roku rozpoczęło się w Brugii jego złomowanie.